# Saison 2012 des Dodgers de Los Angeles
La saison 2012 des Dodgers de Los Angeles est la 130e saison en Ligue majeure de baseball pour cette franchise, la 121e en Ligue nationale et la 55e depuis le transfert des Dodgers de Brooklyn vers Los Angeles.
Avec 86 victoires et 76 défaites, les Dodgers remportent deux parties de plus que la saison précédente et terminent au second rang de la division Ouest de la Ligue nationale, huit parties derrière les Giants de San Francisco et à deux matchs de retard des Cardinals de Saint-Louis et de la dernière place disponible en séries éliminatoires. L'année est marquée par la vente de l'équipe à Guggenheim Baseball Management, par l'acquisition de Hanley Ramirez des Marlins de Miami et par une importante transaction en août où les Dodgers obtiennent Adrian Gonzalez, Carl Crawford et Josh Beckett des Red Sox de Boston.
Le match d'ouverture a lieu le 10 avril contre les Pirates de Pittsburgh, un match qui est joué 50 ans jour pour jour après le premier match disputé au Dodger Stadium le 10 avril 1962. Les Dodgers soulignent d'ailleurs au cours de la saison 2012 le 50e anniversaire de leur stade.

## Contexte
Ce sont des problèmes se déroulant loin du terrain qui affligent les Dodgers durant leur saison 2011. Le propriétaire Frank McCourt, empêtré dans d'onéreuses procédures de divorce, est accusé d'avoir pillé à des fins personnelles plus de 180 millions de dollars en revenus dans les coffres de l'équipe. McCourt, qui déclare la franchise en faillite en juin 2011, accepte finalement de régler sa dispute avec les autorités de la MLB en mettant l'équipe en vente. Les appels d'offres sont ouverts en janvier 2012 et parmi les groupes et individus intéressés à devenir acheteurs, on remarque les noms de Magic Johnson et Joe Torre. À la fin mars 2012, le groupe dont fait partie Magic Johnson achète les Dodgers pour 2 milliards de dollars US, un record du sport professionnel. C'est le financier Mark Walter qui serait propriétaire majoritaire du club si la transaction est approuvée par le baseball majeur et la cour des faillites de Los Angeles.
Ces ennuis financiers ont des conséquences aux guichets avec des assistances en baisse de 21 % en 2011 et le plus faible nombre de spectateurs aux matchs des Dodgers depuis 1992. Sur le terrain, l'équipe qui est dirigée pour une première année par Don Mattingly n'est jamais dans la course au championnat mais connaît une très bonne deuxième moitié de saison, remportant 41 parties sur 69 après le 12 juillet pour terminer en troisième place de la division Ouest de la Ligue nationale avec 82 victoires et 79 défaites, deux matchs gagnés de plus que la saison précédente. Clayton Kershaw remporte à 22 ans le trophée Cy Young du meilleur lanceur de la Ligue nationale et Matt Kemp s'impose parmi les étoiles de la ligue, échappant de justesse le titre de joueur par excellence de la saison, remis à Ryan Braun des Brewers de Milwaukee.

## Intersaison

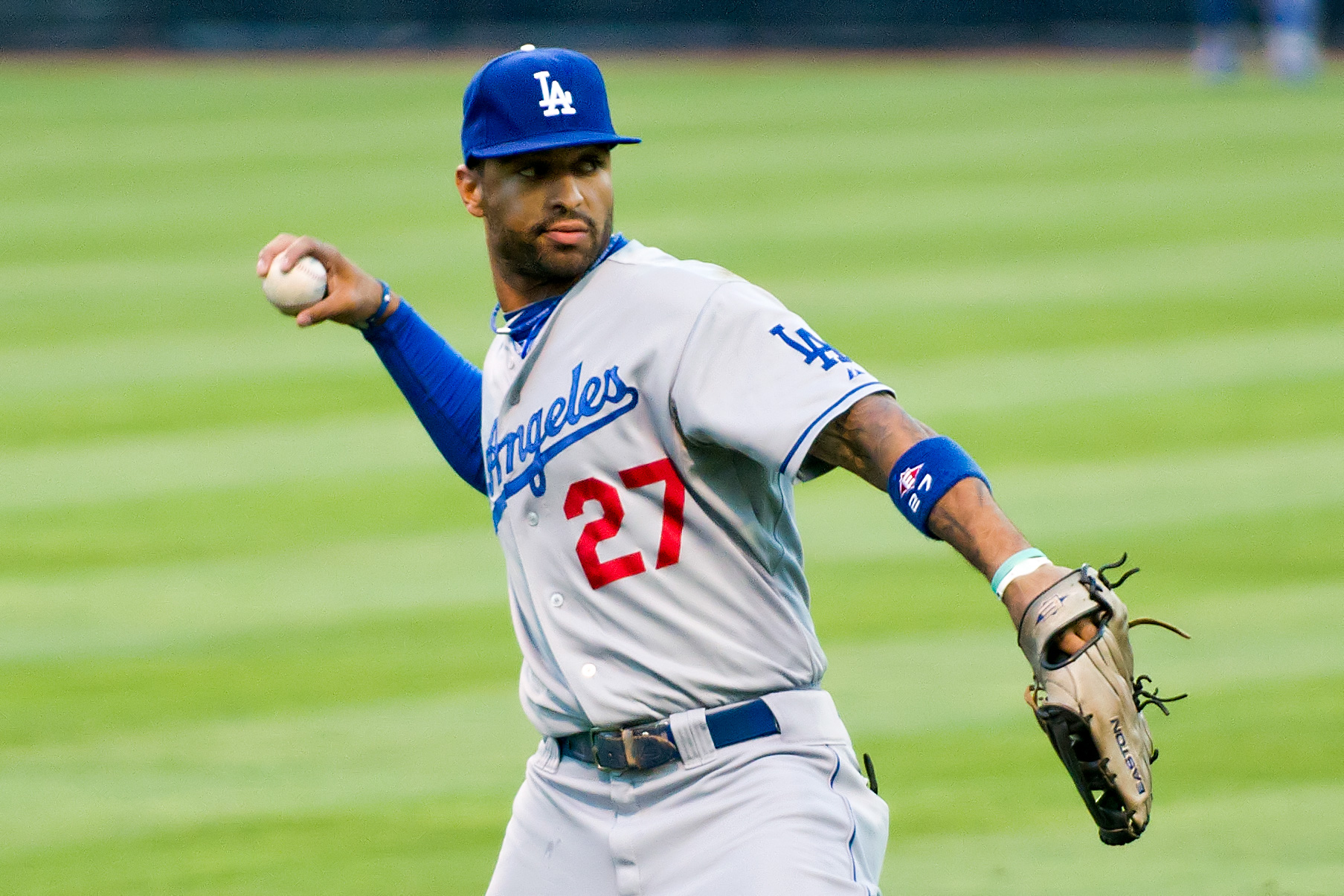
Matt Kemp.

En novembre 2011, Matt Kemp signe une prolongation de contrat de 160 millions de dollars pour huit saisons avec les Dodgers. Il s'agit du plus lucratif contrat jamais offert par la franchise.
Le joueur de deuxième but Mark Ellis, devenu agent libre après avoir terminé 2011 chez les Rockies du Colorado, signe le 15 novembre un contrat de deux ans avec les Dodgers. Le même jour, le receveur Matt Treanor, qui a partagé 2011 entre Kansas City et Texas, rejoint Los Angeles pour un an.
Le voltigeur Juan Rivera, acquis de Toronto pendant l'été 2011, revient avec les Dodgers en 2012.
Le 30 novembre, un autre deuxième but, Adam Kennedy, signe pour une saison avec les Dodgers après avoir joué la saison précédente à Seattle.
Le 5 décembre, les Dodgers accordent un contrat de deux saisons au joueur d'utilité Jerry Hairston.
Le 8 décembre, le lanceur gaucher Dana Eveland est échangé aux Orioles de Baltimore contre deux joueurs de ligues mineures.
Ancien des Mets de New York, le lanceur gaucher Chris Capuano signe pour deux ans chez les Dodgers le 2 décembre. Le lanceur partant droitier Aaron Harang, qui a joué 2011 à San Diego après quelques bonnes années à Cincinnati, obtient le 8 décembre un contrat de 12 millions de dollars pour deux saisons avec les Dodgers. À l'approche de l'ouverture du camp d'entraînement, les Dodgers ajoutent les 3 et 15 février deux releveurs droitiers : Todd Coffey signe pour un an après avoir passé une saison chez les Nationals de Washington et le vétéran Jamey Wright, qui lance dans les majeures depuis 1996, est ajouté à l'effectif.
Les Dodgers perdent plusieurs joueurs via le marché des agents libres : le lanceur partant gaucher Hiroki Kuroda signe chez les Yankees de New York après 4 bonnes saisons à Los Angeles, après 7 années chez les Dodgers le releveur droitier Jonathan Broxton signe avec Kansas City, le lanceur de relève droitier Vicente Padilla accepte une offre de Boston, et le receveur Rod Barajas part pour Pittsburgh.
Les lanceurs droitiers Rubby De La Rosa, qui a fait ses débuts avec le club en 2011 et a vu sa saison se terminer par une opération de type Tommy John au coude en août, et Blake Hawksworth, opéré deux fois au bras en début d'année 2012, amorcent tous deux la nouvelle saison sur la liste des joueurs blessés.
Le lanceur droitier Ronald Belisario ne rejoint pas les Dodgers. Le Vénézulien, qui avait eu en 2010 des problèmes à obtenir un visa pour les États-Unis après une arrestation pour ivresse au volant et n'avait, conséquemment, pas joué pour les Dodgers en 2011, est incapable de renouveler le document et est suspendu par la Ligue majeure pour 25 parties après qu'un test de dépistage de drogue eut révélé qu'il avait consommé de la cocaïne.

## Calendrier pré-saison
L'entraînement de printemps des Dodgers s'ouvre en février et le calendrier de matchs préparatoires précédant la saison s'étend du 5 mars au 4 avril 2012.

## Saison régulière
La saison régulière des Dodgers se déroule du 5 avril au 3 octobre 2012 et prévoit 162 parties. Elle débute par une visite aux Padres de San Diego pour une série de quatre matchs du 5 au 8 avril, puis le match d'ouverture local est joué le 10 avril à Los Angeles alors que les Pirates de Pittsburgh sont les visiteurs.

### Avril
- 28 avril : Matt Kemp bat le record de franchise des Dodgers pour le nombre de circuits en avril, dépassant l'ancienne marque de 10 par Gary Sheffield en 2000[30],[31].

### Mai
- 2 mai : Après avoir établi une nouvelle marque de franchise avec 12 circuits en avril, Matt Kemp est nommé joueur par excellence du mois dans la Ligue nationale[32].
- 18 mai : Le joueur de deuxième but Mark Ellis est blessé à la jambe gauche lors d'une collision avec Tyler Greene des Cardinals de Saint-Louis sur une balle à double jeu[33]. Ellis est hospitalisé le lendemain pour une jambe enflée et douloureuse et opéré d'urgence. les médecins indiquent que le joueur risquait l'amputation si l'hospitalisation avait eu lieu quelques heures plus tard[34].

### Juin
- 8 juin : Devant leurs partisans, les Dodgers sont battus 1-0 par Seattle alors que six lanceurs des Mariners (Kevin Milwood, Charlie Furbush, Stephen Pryor, Lucas Luetge, Brandon League et Tom Wilhelmsen) unissent leurs efforts pour réussir un match sans coup sûr combiné[35].

### Juillet
- 25 juillet : Les Dodgers font l'acquisition de l'arrêt-court Hanley Ramírez et du releveur Randy Choate en transférant aux Marlins de Miami les lanceurs Nathan Eovaldi et Scott McGough[36].

### Août
- 25 août : Les Dodgers font l'acquisition du premier but Adrian Gonzalez, du voltigeur Carl Crawford, du lanceur droitier Josh Beckett et du joueur de troisième but Nick Punto en cédant aux Red Sox de Boston le premier but James Loney, le deuxième but Iván DeJesús, le lanceur droitier Allen Webster et deux joueurs à être nommés plus tard[37].

### Octobre
- 2 octobre : Les Dodgers perdent contre San Francisco et sont éliminés de la course aux éliminatoires, assurant par le fait même aux Cardinals de Saint-Louis la 10e et dernière place disponible en séries[38].

### Classement
| Ligue nationale (Division Ouest) | V  | D  | %    | Diff. |
| -------------------------------- | -- | -- | ---- | ----- |
| Giants de San Francisco          | 94 | 68 | ,580 | -     |
| Dodgers de Los Angeles           | 86 | 76 | ,531 | 8     |
| Diamondbacks de l'Arizona        | 81 | 81 | ,500 | 13    |
| Padres de San Diego              | 76 | 86 | ,469 | 18    |
| Rockies du Colorado              | 64 | 98 | ,395 | 30    |

## Affiliations en ligues mineures
| Niveau            | Équipe                  | Ligue                         |
| ----------------- | ----------------------- | ----------------------------- |
| AAA               | Isotopes d'Albuquerque  | Ligue de la côte du Pacifique |
| AA                | Chattanooga Lookouts    | Southern League               |
| A-Advanced        | Rancho Cucamonga Quakes | California League             |
| A                 | Great Lakes Loons       | Midwest League                |
| Ligue des recrues | Ogden Raptors           | Pioneer League                |
| Ligue des recrues | AZL Dodgers             | Arizona League                |
| Ligue des recrues | DSL Dodgers             | Dominican Summer League       |